# Limka pręgowana
Limka pręgowana, limka kubańska (Limia vittata) – gatunek ryby z rodziny piękniczkowatych (Poeciliidae). Bywa hodowana w akwariach.

## Występowanie
Limka pręgowana żyje w wodach Kuby.
Jako gatunek introdukowany występuje także na Hawajach.

## Pożywienie
Żywi się bezkręgowcami i pokarmem roślinnym.

## Warunki hodowlane
Akwarium powinno być duże, z wolną strefę do pływania oraz kępy roślinności i glonów. Woda powinna być średnio twarda, dobrze filtrowana. Do wody można dodawać łyżeczkę soli na 4,5 l. Temperatura wody wynosi ok. 26 °C.

## Rozmnażanie
Limki pręgowane rodzą do 50 młodych, co cztery do sześciu tygodni.

## Wielkość
Samce z tego gatunku dorastają do 8 centymetrów, a samice do 10 centymetrów